# Hoffmannia pittieri
Hoffmannia pittieri är en måreväxtart som beskrevs av Paul Carpenter Standley. Hoffmannia pittieri ingår i släktet Hoffmannia och familjen måreväxter. Inga underarter finns listade i Catalogue of Life.